# Матриче
Матриче (итал. Matrice) —  коммуна в Италии, располагается в регионе Молизе, в провинции Кампобассо.
Население составляет 1067 человек (2008 г.), плотность населения составляет 53 чел./км². Занимает площадь 20 км². Почтовый индекс — 86030. Телефонный код — 0874.
Покровителем коммуны почитается святой Урбан I, папа Римский, празднование в третью субботу мая.

## Демография
Динамика населения:

## Администрация коммуны
- Официальный сайт: http://www.comune.matrice.cb.it/